# Lethocerus uhleri
Lethocerus uhleri är en insektsart som först beskrevs av F. Jules Montandon 1896.  Lethocerus uhleri ingår i släktet Lethocerus och familjen Belostomatidae. Inga underarter finns listade i Catalogue of Life.